# Павломир Кънчев
Павломир Колев Кънчев е български офицер, бригаден генерал.

## Биография
Павломир Кънчев е роден на 14 юни 1951 г. в село Тепава, Ловешко. Средно образование завършва в СПУ „Христо Кърпачев“ (Ловеч), випуск 1969 г. Завършва ВНВУ „Васил Левски“, випуск 1973 г. с военно звание лейтенант. Служи като командир на мотострелкови взвод и рота в град Харманли (1973 – 1978). Завършва Военна академия „Михаил Фрунзе“ в Москва през 1981 г.
Служи като заместник началник-щаб и началник-щаб на мотострелкови полк (1981 – 1984). Служител в оперативния отдел на 2-ра армия, Командването на сухопътните войски и Генералния щаб (1984 – 1991). Съветник на президента Желю Желев (1991 – 1997). Завършва Генерал-щабен факултет през 1996 г. На 1 септември 1997 г. е назначен за началник на Зонално военно управление – София. На 11 април 2000 г. е освободен от длъжността началник на Зоналното военно управление. На 6 юни 2002 г. е преназначен за началник на управление „Личен състав“ на Генералния щаб на Българската армия и удостоен с висше военно звание бригаден генерал.
Завършва военен курс в Канада (2003) и Военна академия в Италия (2004). На 3 май 2004 г. е освободен от длъжността началник на управление „Личен състав“ в Генералния щаб на Българската армия. Сътрудник на ІІІ управление на ДС – военно контраразузнаване (1978 – 1980) по времето на следването си в СССР. По този повод е отзован като национален военен представител на Генералния Щаб на Българската армия в главната квартира на НАТО в Монс (Белгия) през 2004 г.